# إدغار لوبرينغا
إدغار لوبرينغا (بالإنجليزية: Edgar Luberenga)‏ (مواليد 27 أبريل 1979) هو سبّاح أوغندي، مثّل بلاده في الألعاب الأولمبية الصيفية 2004.

## روابط خارجية
إدغار لوبرينغا على موقع الاتحاد الدولي للسباحة (الإنجليزية)
- إدغار لوبرينغا على موقع أوليمبيديا (الإنجليزية)